# Harrisonburg (Wirginia)
Harrisonburg – miasto (city), ośrodek administracyjny hrabstwa Rockingham (samo miasto jest niezależne, tj. nie należy do żadnego hrabstwa), w północnej części stanu Wirginia, w Stanach Zjednoczonych, położone w dolinie Shenandoah. W 2013 roku miasto liczyło 51 395 mieszkańców.
Początki miasta sięgają 1779 roku, gdy Thomas Harrison, przekazał fragment należącej do niego ziemi pod budowę sądu nowo utworzonego hrabstwa Rockingham. Rok później Harrisonburg stał się jego siedzibą. W 1916 roku Harrisonburg oficjalnie stał się niezależnym miastem.
W mieście znajdują się uczelnie James Madison University (zał. 1908 jako State Normal and Industrial School for Women at Harrisonburg) oraz Eastern Mennonite University (zał. 1917 jako Eastern Mennonite School).
Przez miasto przebiega autostrada międzystanowa nr 81.